# 177. oklepna brigada (ZDA)
177. oklepna brigada (izvirno angleško 177th Armored Brigade) je oklepna brigada Kopenske vojske Združenih držav Amerike.